# Знобь (Брянская область)
Знобь — посёлок в Трубчевском районе Брянской области России. Входит в состав Белоберезковского городского поселения.

## География
Посёлок находится в южной части Брянской области, в зоне хвойно-широколиственных лесов, на правом берегу реки Знобовка, вблизи государственной границы с Украиной, на расстоянии примерно 28 км (по прямой) к юго-западу от Трубчевска, административного центра района. Абсолютная высота — 135 м над уровнем моря.
Климат
Климат характеризуется как умеренно континентальный, с холодной снежной зимой и относительно тёплым продолжительным летом. Среднегодовая многолетняя температура воздуха составляет 5,5 °С. Средняя температура воздуха самого тёплого месяца (июля) — 18,6 °C (абсолютный максимум — 36 °C); самого холодного (января) — −8,1 °C (абсолютный минимум — −37 °C). Безморозный период длится в среднем 160 дней. Среднегодовое количество атмосферных осадков составляет 600 мм, из которых большая часть (440 мм) выпадает в период с апреля по октябрь. Снежный покров держится в течение 120 дней.
Часовой пояс
Посёлок Знобь, как и вся Брянская область, находится в часовой зоне МСК (московское время). Смещение применяемого времени относительно UTC составляет +3:00.

## Население
| 2010 | 2013 | 2021 |
| ---- | ---- | ---- |
| 17   | ↘13  | ↘0   |

Национальный состав
Согласно результатам переписи 2002 года, в национальной структуре населения украинцы составляли 74 % из 66 человек, русские — 26 %.